# Coenosia monticola
Coenosia monticola este o specie de muște din genul Coenosia, familia Muscidae, descrisă de Xue și Zhao în anul 1998. Conform Catalogue of Life specia Coenosia monticola nu are subspecii cunoscute.